# Skrzynia (skała)

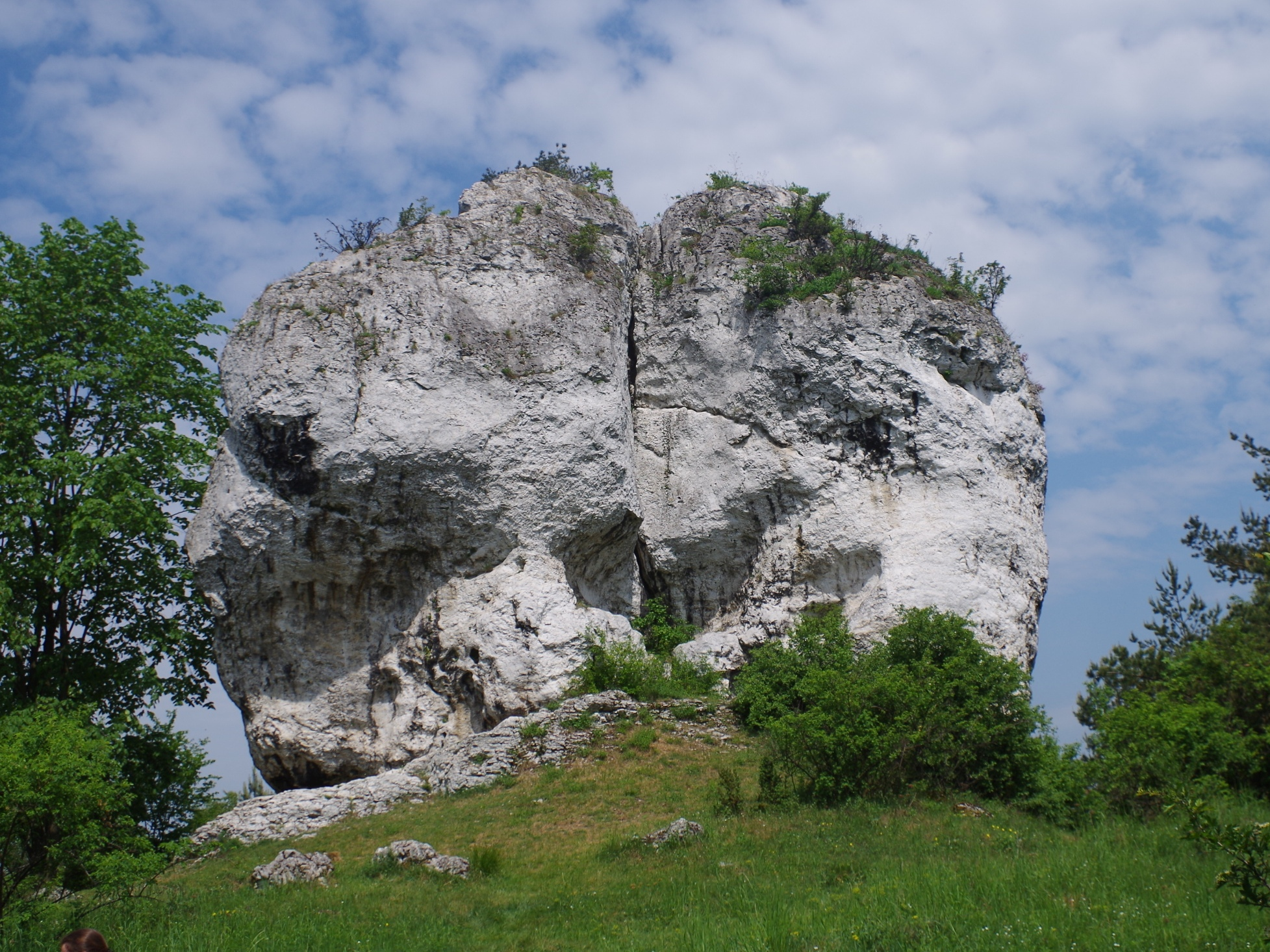
Skrzynia od południowego wschodu

Skrzynia – skała w grupie Straszykowych Skał w miejscowości Ryczów w województwie śląskim, w powiecie zawierciańskim, w gminie Ogrodzieniec. Straszykowe Skały należą do tzw. Ryczowskiego Mikroregionu Skałkowego. Są to tereny Wyżyny Częstochowskiej z licznymi skałami wapiennymi.
Skrzynia znajduje się na niewielkiej polance w zachodniej części grupy Straszykowych Skał, pomiędzy skałami Fircyk i Weselna Zbudowana jest z wapieni, ma pionowe, połogie ściany i występują w niej takie formacje skalne jak filar, komin i zacięcie. Ma wysokość 8–18 m. Wspinacze skalni poprowadzili na niej 12 dróg wspinaczkowych o trudności od IV do VI.4+ w skali trudności Kurtyki, jest też 5 projektów. Zamontowano na nich stałe punkty asekuracyjne: ringi (r), spity (s), stanowiska zjazdowe (st) lub dwa ringi zjazdowe (drz). Ściany wspinaczkowe mają wystawę zachodnią, północno-zachodnią, północną, południowo-wschodnią i południowo-zachodnią.

Skrzynia I
1. Ałła Puchaczowa; 4r + st, VI, 8 m
2. Przez jałowiec; 3r + st, VI-, 8 m
3. Stara, ale jara; 4r + st, VI.1/1+, 9 m
4. Młoda po liftingu; 4r + st, VI.1+, 9 m
5. Depresyjka; 3r + drz, IV, 9 m

Skrzynia II
1. Speleokancik; 4r + st, VI.1, 9 m
2. Projekt; 9 m
3. Projekt; 9 m
4. Przedsówka; VI, 8 m
5. Projekt; 1s, 9 m
6. Projekt; 1s, 9 m
7. Projekt; 1s 9 m

Skrzynia III (Sowa)
1. Stara sowa; 4r + st, VI.2+, 15 m
2. Agentura piękna; 6r + st, VI.4+, 16 m
3. Projekt edukacyjny; 6r + st, VI.3+, 16 m
4. Zasówka; VI.1, 16 m
5. Spartaczkuska Madzia; 5r + st, VI.2+, 16 m[5].